# Pe De
Pe De est une marque allemande déposée par Peter Dienes en 1869 pour des moulins à café.
Le logo comprenait une tête de cerf surmontée d'une croix et encadrée par les lettres « Pe De ».
Peter Dienes a créé son entreprise de fabrication de moulins à café à Remscheid (Allemagne) en 1869. Après sa mort en 1899, ce sont ses fils, Friedrich et Peter Gottlieb, qui ont repris et développé l'entreprise. Celle-ci a fermé ses portes en 1962.
Peter Dienes était, à son époque, considéré comme l'inventeur du meilleur système de broyage avec son mécanisme sur billes Solida (Solida Kugal Werk).
Ses dirigeants avaient une grande imagination et beaucoup d'inventivité, vu la diversité des modèles et des matériaux employés.
L'entreprise vendait des moulins dans toute l'Europe (dont le Royaume-Uni), au Canada et aux États-Unis.

## Quelques-unes de ses grandes réalisations

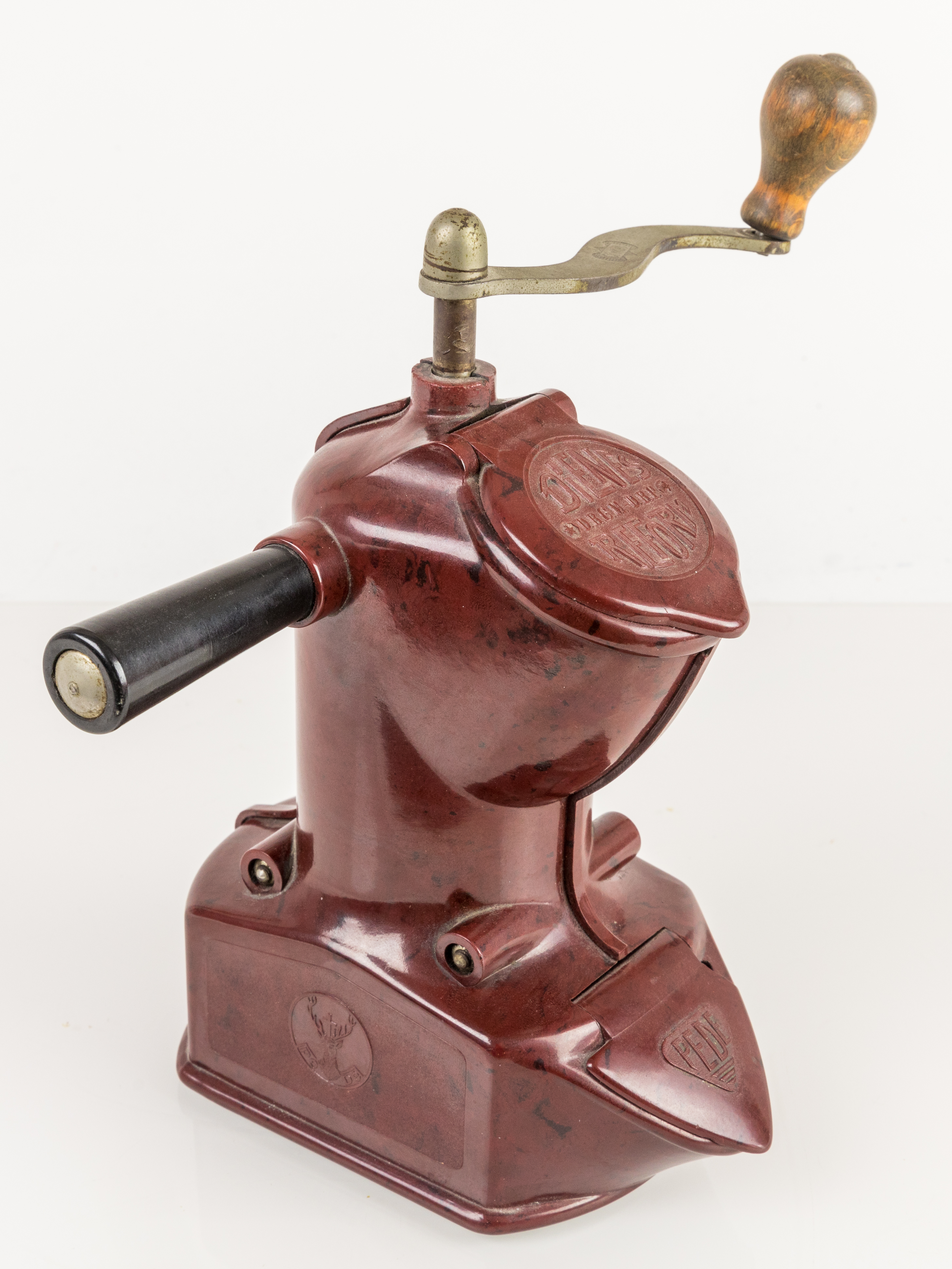
Moulin en bakélite.

Le moulin à café entièrement réalisé en bakélite, est un des premiers ustensiles de cuisine réalisé dans cette matière[réf. nécessaire].
Le brevet de ce moulin a été déposé en Allemagne le 14 octobre 1932 et accordé le 7 février 1935 sous le numéro DE609913C. La fabrication a commencé en 1932 pour se terminer en 1945.
Sur les documents commerciaux, la bakélite était appelée « pédélite ».

## Unités de fabrication
Il y avait une unité de fabrication en Allemagne et une aux Pays-Bas.

### En Allemagne à Remscheid de 1869 à 1962 (Dienes Kaffemühlenfabrik)

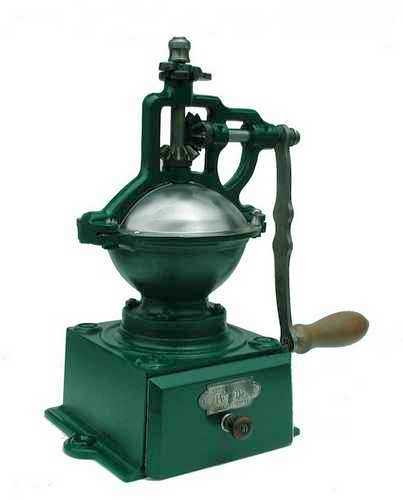
Moulin à café de comptoir.

Peter Dienes a déposé en Allemagne quatorze brevets d'invention pour les moulins à main et quatre brevets pour des moulins électriques[source insuffisante]
L'entreprise Peter Dienes était situé à Remscheid-Bliedinghausen :
- de 1869 à 1890 rue inconnue,
- de 1890 à 1899 Brucher Straße,
- de 1899 à 1931 Lange Straße,
- de 1931 à environ 1952 Jan-Wellem-Straße 20,
- de 1952 à 1960 Menninghauser Straße 40,
- en 1960 déménagement à Salzhemmendorf, fermeture en 1962.

À Pyrmont-Salzhemmendorf, de 1918 à 1962, étaient fabriquées les caisses en bois des moulins à café dans l'entreprise Faber-Dienes GmbH, qui fabriquait également des orgues. Faber a été créée en 1865 et s'est appelée successivement Faber, Faber-Greve, Faber-Dienes, Faber et fils. La fabrication des orgues a pris fin en 1945.

Moulins à café « Pe De » fabriqués en Allemagne.
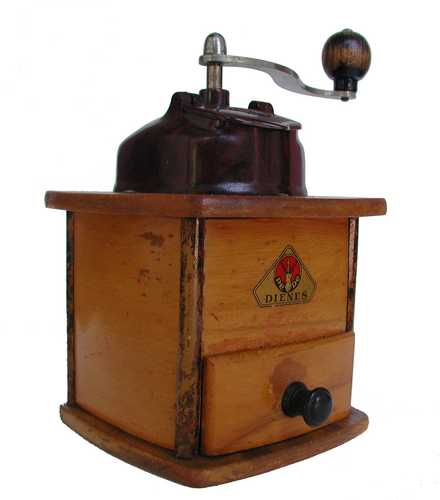
Moulin à café de table.
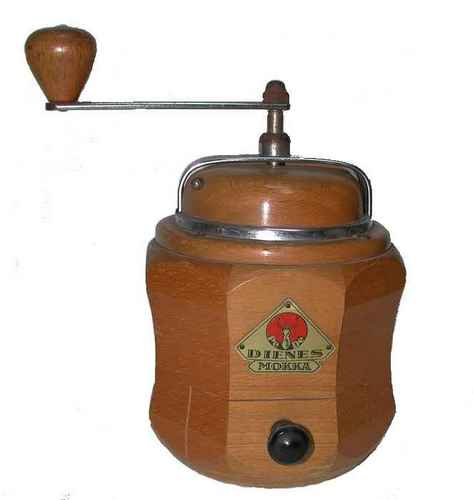
Moulin à café hexagonal.
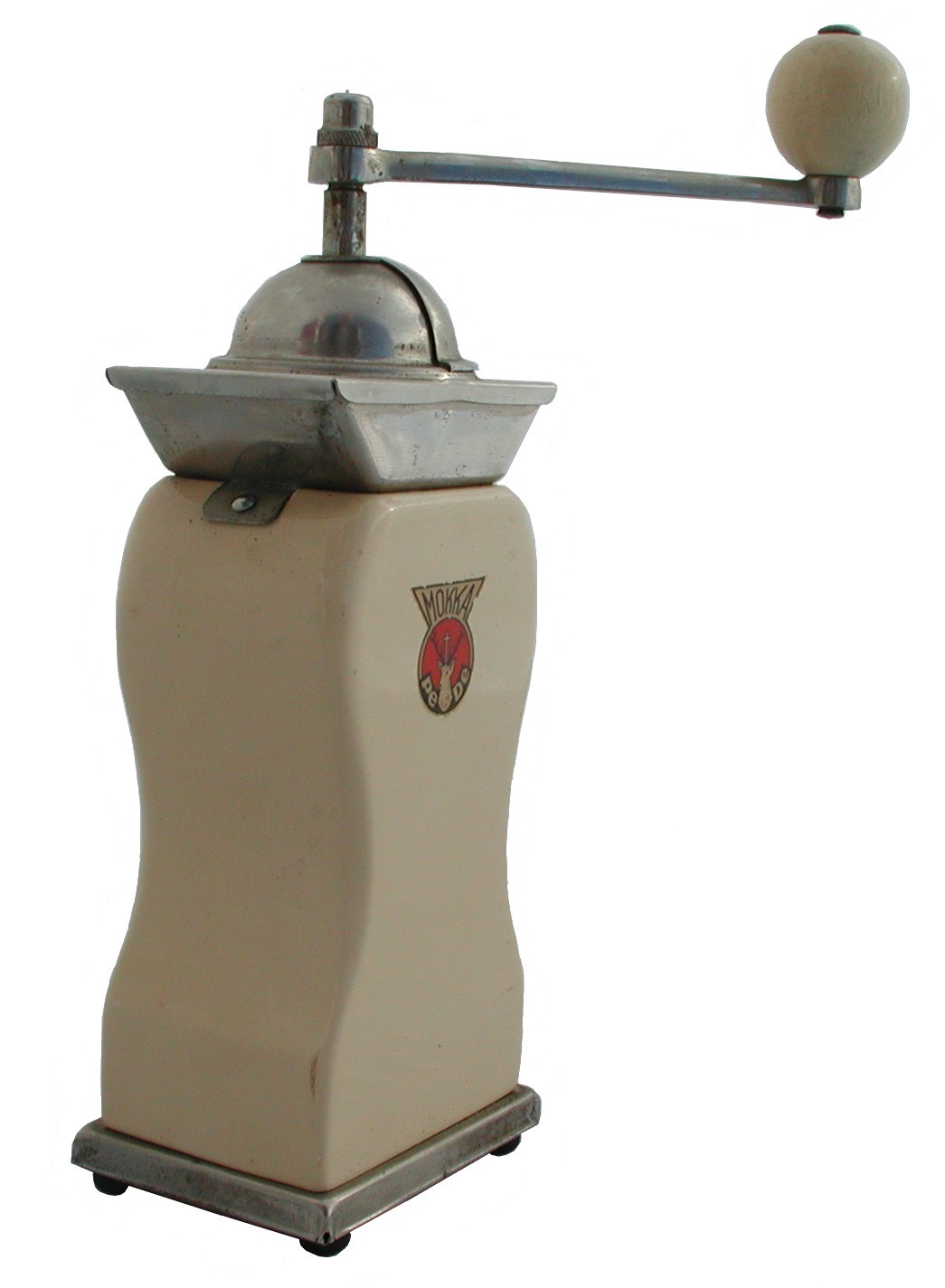
Moulin à café type turc.
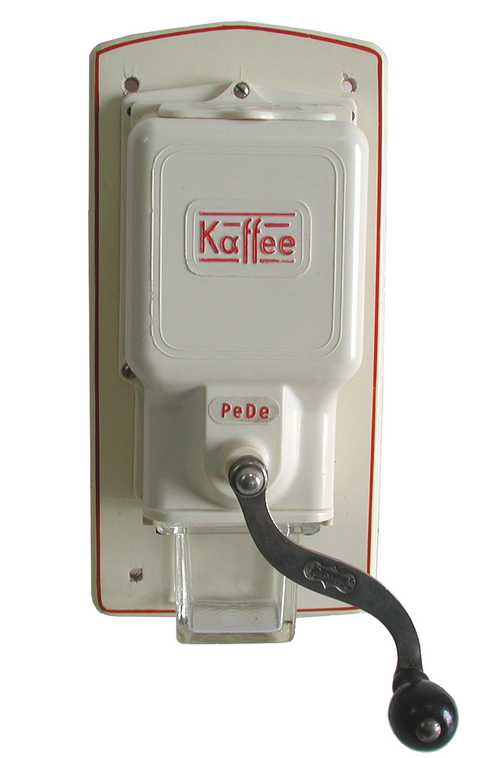
Moulin à café mural.

Exemples de plaque signalétique allemande « Pe De ».
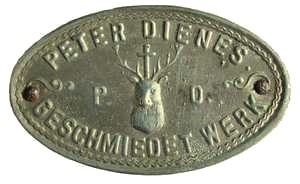
Plaque laiton.
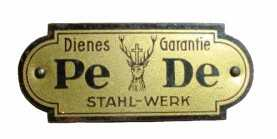
Plaque laiton.
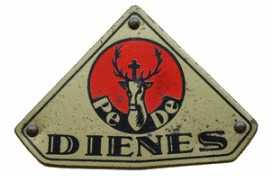
Plaque laiton.
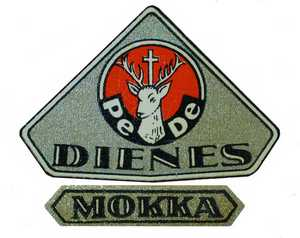
Décalcomamie.

### Aux Pays-Bas à Breukelen de 1919 à 1970 (PeDe-koffiemolenfabriek)

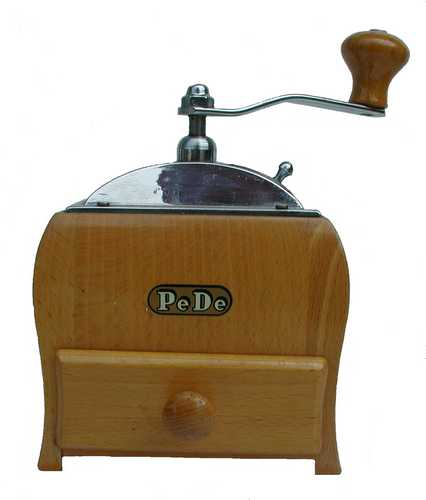
Moulin à café de table.

En 1919, Paul Land, né à Gerressen (Allemagne) le 24 décembre 1901, qui vivait avec la fille de Peter Dienes, Margarete Gertrude née le 23 juillet 1901 à Remscheid, a acheté une maison de maitre à Breukelen au 68 rue Rijksstraatweg. C'est la maison Vreedenoord. Ils se sont mariés en 1924 et Paul Land a été naturalisé néerlandais en 1933, juste avant que l'État allemand n'autorise plus les naturalisations.
En 1920, Peter Dienes par l'entremise de Paul Land achète une ancienne fabrique de cigares proche de la maison Vreedenoord et y entreprend la fabrication de moulins sous brevets Peter Dienes.
Son gendre Paul Land en est le directeur.
À Breukelen, étaient principalement assemblés les moulins muraux, à partir des mécanismes fabriqués à l'usine de Remscheid, la trémie porcelaine étant de différentes provenances, mais également toutes sortes de moulins en bois.
Faute de successeur, Paul Land a mis en vente l'usine en 1969, celle-ci a été rachetée par Bitumineuse Werken en 1970.

Moulins à café « Pe De » fabriqués aux Pays-Bas.
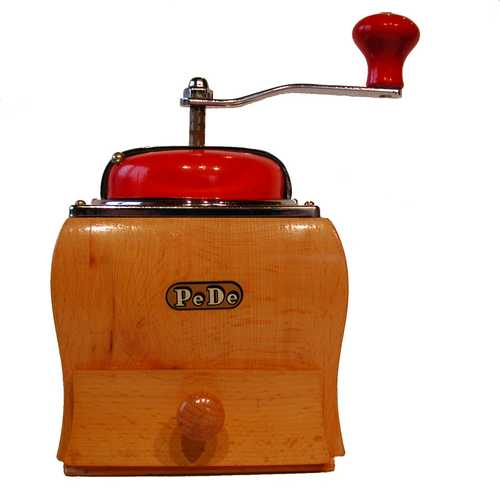
Moulin à café de table.
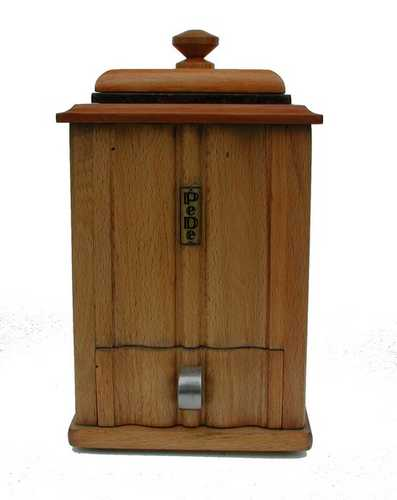
Moulin à café de table.
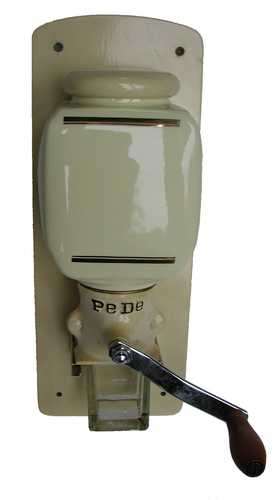
Moulin à café mural.
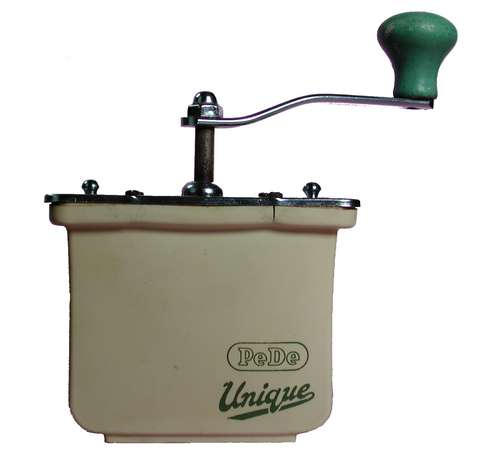
Moulin à café de voyage.

Exemples de plaque signalétique « Pe De » Pays-Bas.
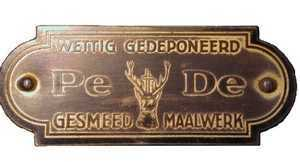
Plaque signalétique Pe De.
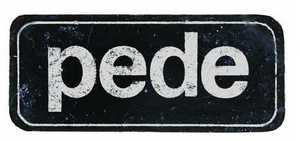
Plaque signalétique Pe De.
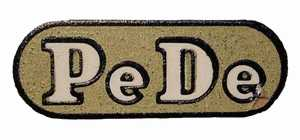
Plaque signalétique Pe De.
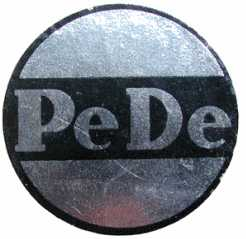
Plaque signalétique Pe De.

L'usine Pe De de Breukelen avait également une autre entité, la Métaalwarenfabriek De Vecht, qui était également sous la direction de Paul Land.
Y étaient fabriqués les moulins de la marque néerlandaise « De Ve » (De Vecht qui est le nom de la rivière qui bordait l'usine). Cela explique la très forte ressemblance entre ses deux marques et la similitude des logos. Les moulins sont aussi très identiques (à part quelques petits détails) et ce sont les mêmes mécanismes de broyage et les mêmes composants qui sont utilisés.
À Breukelen aussi beaucoup d'inventivité, puisqu'ont été déposés au nom de Métaalwarenfabriek De Vecht dix brevets pour les moulins à main et cinq brevets pour les moulins électriques.
Les brevets Peter Dienes ou De Ve sont exploités aussi bien par l'un que par l'autre.
De Ve vendait également des moulins sous la marque EVA.

Exemples de plaque signalétique De Ve et Eva  Pays-Bas.
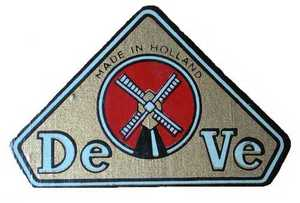
Décalcomanie.
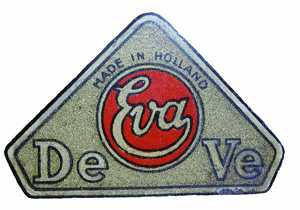
Décalcomanie.
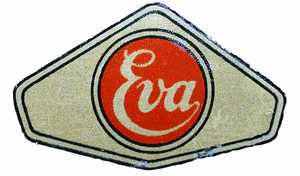
Décalcomanie.

Peter Dienes fabriquait également des brosses à tapis, des coupe-pains à levier et à couteau rond, des coupe-haricots, des ouvre-boites et des moulins à poivre.